# Hydroptila cruciata
Hydroptila cruciata är en nattsländeart som beskrevs av Georg Ulmer 1912. Hydroptila cruciata ingår i släktet Hydroptila och familjen smånattsländor. Inga underarter finns listade i Catalogue of Life.